# Code of Vengeance
Code of Vengeance, ook wel bekend als Dalton's Code of Vengeance, is een kortlopende Amerikaanse televisieserie uit 1986.

## Achtergrond
De serie was een spin-off van de serie Knight Rider. De dubbele aflevering "Mouth of the Snake" diende als pilotaflevering voor de serie.
De serie was echter geen succes en liep slechts 6 afleveringen. De eerste vier van deze afleveringen bestonden uit twee televisiefilms die al eerder waren gemaakt, en voor de serie opgesplitst werden in elk twee afleveringen.

## Verhaal
David Dalton, een veteraan uit de Vietnamoorlog, keert terug naar Amerika. Om meer betekenis aan zijn leven te geven besluit hij andere mensen die het slachtoffer zijn van onrecht te hulp te komen. In de serie zwerft hij met dit doel de Verenigde Staten door.

## Afleveringen
1. Code of Vengeance (1)
2. Code of Vengeance (2)
3. Dalton: Code of Vengeance II (1)
4. Dalton: Code of Vengeance II (2)
5. Rustler's Moon
6. The Last Hold Out

## Cast
De enige vaste acteur in de serie was Charles Taylor als David Dalton. Voor de rest speelden in elke aflevering andere acteurs mee.